# (35304) 1996 XY11
1996 XY11 (asteroide 35304) é um asteroide da cintura principal. Possui uma excentricidade de 0.00910470 e uma inclinação de 3.13779º.
Este asteroide foi descoberto no dia 4 de dezembro de 1996 por Spacewatch em Kitt Peak.